# Thor: Tales of Asgard
Thor: Tales of Asgard è un film d'animazione del 2011 diretto da Sam Liu. 
È l'ottavo e ultimo film della linea "Marvel Animated Features", serie di cortometraggi animati Marvel usciti direttamente su DVD e Blu-Ray.
Il film vede come protagonista Thor, personaggio della Marvel Comics, nel periodo in cui egli (e molti dei personaggi a lui legati) era ancora giovane e quindi non in possesso del mitico martello Mjolnir. Basato principalmente sulla saga Thor: Son of Asgard, il film prende però ispirazione da diverse storie a fumetti di Thor.

## Trama
Prima di diventare il dio del tuono e uno dei più grandi supereroi dell'universo, Thor era un giovane e impulsivo principe arrogante che già si considerava il più grande guerriero di sempre. L'intera Asgard lo venerava eccetto Lady Sif, amica da sempre del ragazzo ma stufa della sua arroganza, al punto da decidere di lasciare Asgard per unirsi alle Valchirie, non prima però di aver ribadito a Thor che se vince sempre è solo perché viene viziato e privilegiato in quanto principe (e lo dimostra, battendolo senza problemi a duello).
Resosi conto di come Asgard in realtà lo consideri un falso eroe e un pomposo sbruffone, Thor è deciso a mostrare a tutti il proprio valore e vorrebbe cimentarsi in una vera impresa ma suo padre Odino, il grande Re degli Dei, gli proibisce severamente di lasciare Asgard non giudicandolo pronto. Thor però non si dà per vinto e, con il complice silenzio e un piccolo aiuto di Algrim, amico di famiglia e fidato consigliere di Odino, decide di partire per Jotunheim, il mondo dei giganti, per trovare la leggendaria Elderstahl, la spada di Surtur, re dei demoni del fuoco e antico nemico di Asgard.
Thor però non salpa da solo: al suo fianco si unisce anche il fido fratello minore Loki, il quale, sebbene ancora apprendista stregone, possiede già un talento magico innegabile ma, d'altra parte, è anche decisamente meno avvezzo all'avventura e ai guai dell'impulsivo fratello maggiore. Infine, all'impresa si aggiungono anche Fandral, Volstagg e Hogun, i Tre Guerrieri, i quali, nonostante il loro continuo atteggiarsi a eroi leggendari, sono in realtà dei principianti alla loro prima vera avventura.
Il gruppo riesce infine a trovare la spada di Surtur ma il suo potere si rivela fin troppo grande e pericoloso e la loro presenza è malvista dai Giganti di Ghiaccio che li considerano invasori. Durante l'attacco, Thor cerca di usare la spada per proteggere i suoi compagni ma non riuscendo a controllarla finisce per uccidere due Jotun. L'evento rompe la tregua che Odino e Re Thrym, sovrano dei giganti, avevano stabilito e rischia di provocare la guerra.
Controvoglia, Thrym conduce il suo esercito in marcia su Asgard ma la diplomazia di Odino consente alla pace di guadagnare tempo. Se infatti la spada sarà riconsegnata a Jotunheim prima dell'alba, la guerra si potrà evitare. Algrim decide quindi di guidare gli Einherjar (i migliori guerrieri del regno) verso Svartalfheim per intercettare e portare in salvo Thor e Loki, nonostante il dolore di doversi recare di nuovo nella sua terra natia ridotta a un cumulo di macerie.
Thor convince il gruppo a cercare l'aiuto di Sif e delle Valchirie per tornare ad Asgard benché sappia bene che Brunilde, la loro leader, non ama gli uomini e non accetta la loro presenza nel suo territorio. Giunti nel loro dominio, il gruppo viene effettivamente catturato, tranne Loki che in seguito cercherà di salvare gli altri e, con l'aiuto di Sif, vi riuscirà. Sul più bello, una legione di Giganti di Ghiaccio irrompe sulla scena e Valchirie ed Asgardiani mettono da parte la rivalità per sconfiggerli insieme. Ammirando il loro coraggio, Brunilde consente loro di andare e scioglie Sif dal suo giuramento di Valchiria.
A Svartalfheim, il gruppo si riunisce finalmente con Algrim e gli Einherjar e la faccenda sembra svolgersi per il meglio ma sopraffatto dai ricordi e dalla tristezza Algrim racconta la vera storia del suo popolo estinto, gli elfi oscuri: essi furono soggiogati e ridotti in schiavitù dai Giganti di Ghiaccio e chiesero aiuto a Odino perché li liberasse. Il re degli dei cercò di ottenere la loro libertà dai Giganti con la diplomazia, in modo da evitare a tutti una guerra, ma impazienti, gli elfi oscuri si rivolsero a qualcuno che offriva loro la distruzione totale dei loro oppressori: Surtur, il malefico Signore di Muspelheim. Odino però entrò in guerra e sconfisse Surtur, lasciando gli elfi oscuri alla mercé dei Giganti che sterminarono il popolo di Algrim. Al termine del racconto, Algrim decide di avere vendetta e si impossessa della spada, pianificando di usarla per distruggere Asgard. Con gli Einherjar uccisi sul colpo dal traditore, Thor e i suoi compagni sono costretti a una disperata corsa contro il tempo. 
Giunto ad Asgard, Algrim ingaggia una spietata battaglia contro Odino in persona: in primis, il Padre di Tutto non ha dimenticato l'amicizia che un tempo li legava e cerca di far ragionare l'elfo oscuro spiegandogli che Surtur non era un salvatore ma un demone e che si era schierato con loro solo per distruggere Jotunheim e poi tutti i Nove Mondi. Algrim però è ormai posseduto dall'odio e dalla malvagità della spada e non sente ragioni. Lo scontro tra i due è temibile ma poiché Algrim era riuscito a sferrare il primo colpo a tradimento e di sorpresa, si porta alla lunga in vantaggio. Nel frattempo, l'esercito dei Giganti inizia l'attacco.
Giunti ad Asgard, Thor e Loki si precipitano subito in soccorso del padre, mentre Sif e i Tre Guerrieri guidano la battaglia contro i Giganti. Thor raccoglie la lancia di Odino, Gugnir, unica arma che possa competere con la spada di Surtur, mentre Loki cerca disperatamente di salvare il padre ferito. Alla fine, con coraggio ma anche con intelligenza, Thor riesce a battere Algrim ma decide di risparmiarlo poiché non riesce a dimenticare tutti gli anni in cui gli ha fatto da mentore e da amico. Ma con il padre ridotto in fin di vita, Loki non è altrettanto misericordioso e sopraffatto dalla rabbia impugna Elderstahl e uccide l'elfo oscuro traditore tra le lacrime. Sconvolto per ciò che ha fatto, tuttavia Loki è subito consolato dal fratello maggiore il quale lo abbraccia e cerca di confortarlo.
Thor decide coraggiosamente di affrontare le sue colpe e il suo destino e si consegna volontariamente ai Giganti di Ghiaccio restituendo la spada e offrendo se stesso come prigioniero come offerta di pace. Re Thrym, che non aveva mai voluto la guerra con Asgard, accetta la sua offerta e rinnova l'armistizio tra Asgard e Jotunheim per poi prendere in custodia Elderstahl. Thor è pronto ad affrontare la morte ma Thrym decide di graziarlo, colpito dal valore del giovane figlio di Odino.
Mentre Odino si ristabilisce, Thor va a trovarlo implorando il suo perdono ma al contrario il padre degli dei è molto fiero del figlio e delle sue azioni coraggiose e si congratula con lui. Non è il solo tuttavia: a seguito della sua impresa, Thor ha guadagnato il rispetto e l'ammirazione di tutti i guerrieri di Asgard, inclusa Sif, con cui si scambia un bacio appassionato alla fine della pellicola.

## Personaggi
- Thor: Primogenito di Odino, è un ragazzo entusiasta e arrogante. Dopo aver scoperto che i guerrieri con cui si addestra nell'uso della spada lo lasciano vincere di proposito, decide di partire alla ricerca della spada di Surtur per dimostrare il suo valore. Ancora giovane e impulsivo, Thor dovrà fare molta strada per diventare il leggendario supereroe-dio che un giorno sarà e per brandire Mjolnir, la più mitica delle armi. Doppiato in originale da Matthew Wolf e in italiano da Federico Di Pofi.
- Sif: Ragazza guerriera amica di Thor. Nutre dei sentimenti per il principe, ed è ricambiata, ma non apprezza il suo comportarsi come un bambino viziato per cui lo tratta spesso con sufficienza. Dopo averlo umiliato in combattimento, decide di partire per unirsi alle Valchirie ma ritorna ad Asgard dopo aver osservato compiaciuta il cambiamento di Thor nel corso della storia. Doppiata in originale da Tara Strong e in italiano da Germana Longo.
- Loki: È il fratello di Thor. Studia le arti magiche sotto la guida dell'incantatrice Amora, di cui sembra innamorato e ricambiato. Accompagnerà controvoglia il fratello nella sua ricerca della spada, risultando fondamentale nel suo ritrovamento. In questa storia, Thor e Loki sono ancora giovani e quindi molto uniti, si comportano in tutto e per tutto come una famiglia e si aiutano sempre a vicenda. Thor è molto protettivo nei suoi confronti perché è il maggiore ma d'altra parte anche Loki si dimostrerà molto protettivo verso la sua famiglia, come imparerà a sue spese Algrim. Loki non sa ancora di essere stato adottato o di essere un Gigante di Ghiaccio anche se in alcune parti lo si può intuire (ad esempio a Jotunheim è l'unico a non sentire minimamente freddo). Doppiato in originale da Rick Gomez e in italiano da Alessio Nissolino.
- I Tre Guerrieri: Volstagg, Hogun e Fandral. Sono tre guerrieri che non fanno che vantarsi delle loro magnifiche imprese a Jotunheim. Thor e Loki si nasconderanno sulla loro barca per raggiungere la terra dei giganti di ghiaccio, solo per scoprire che i tre sono in realtà dei fanfaroni che non hanno mai vissuto una vera avventura. Volstagg è doppiato in originale da Brent Chapman e in italiano da Roberto Draghetti, Hogun è doppiato in originale da Paul Dobson, e Fandral è doppiato in originale da Alistair Abell e in italiano da Alberto Bognanni.
- Odino: il re degli dei che governa Asgard, padre di Thor e Loki. Come sempre si dimostra un sovrano saggio e benevolo che fa di tutto per evitare la guerra ma, in passato, la sua diplomazia non è bastata per salvare il popolo di Algrim di cui da allora si sente responsabile e ha scelto di accoglierlo. Odino ama entrambi i suoi figli ma l'arroganza di Thor porta spesso i due a discutere anche se Odino gli vuole un gran bene, come dimostra il fatto che si penta subito della sua severità. Alla fine della storia si congratulerà con il figlio per il coraggio dimostrato. Doppiato in originale da Chris Britton e in italiano da Stefano Mondini.
- Brunilde: È la leader delle Valkyrie. Sembra abbia avuto una relazione con Fandral, da cui ha avuto origine il suo odio per gli uomini. Doppiata in originale da Cathy Weseluck e in italiano da Daniela Abbruzzese.
- Algrim: Elfo oscuro, unico superstite della sua specie. È il consigliere di Odino e amico di Thor, ma nutre in realtà un profondo rancore segreto per il re di Asgard, colpevole ai suoi occhi di aver rifiutato aiuto alla sua gente durante la guerra contro Jotunheim. Non va confuso con l'alter ego di Kurse, che ha lo stesso nome. Doppiato in originale da Ron Halder e in italiano da Massimo Gentile.
- Thrym: È il re dei giganti di ghiaccio. È un sovrano ragionevole che non desidera la guerra con Asgard. Doppiato in originale da John Novak e in italiano da Germano Longo.
- Geirmarr: Il figlio di Thrym, principe degli jotun. È molto più impetuoso e spietato del padre. Doppiato in originale da Michael Dobson e in italiano da Francesco De Francesco.
- Amora: È la maestra di magia di Loki e i due sembrano avere una relazione. Doppiata in originale da Ashleigh Ball.
- Fenris: Lupo umanoide, frequentatore abituale della locanda in cui i tre guerrieri si fermano a bivaccare. Avrà un alterco con Thor e Loki che porterà ad una rissa nella quale Thor perderà la sua spada. Doppiato in originale da Brian Drummond.
- Surtur: re dei demoni del fuoco, è il più grande e potente nemico di Asgard. Appare solo in flashback, dove si vede come Odino lo sconfisse, ma la sua spada, Elderstahl, giocherà un ruolo chiave per tutta la storia. La spada di Surtur, forgiata dallo stesso demone, è intrisa di potere diabolico e oltre ad essere un'arma quasi onnipotente essa sembra corrompere il suo portatore, facendo leva sui suoi sentimenti e desideri più oscuri (come l'Unico Anello di Sauron nella celebre saga del Signore degli Anelli).

## Distribuzione
Il film esce direttamente sul mercato home video a maggio 2011, nello stesso periodo del film Thor.

## Marvel Animated Features
Questo film fa parte della Marvel Animated Features (MAF), una serie di otto film d'animazione direct-to-video realizzati da MLG Productions, una joint venture tra Marvel Studios (successivamente Marvel Animation) e Lions Gate Entertainment.
- 2006: Ultimate Avengers (Ultimate Avengers: The Movie)
- 2006: Ultimate Avengers 2 (Ultimate Avengers 2: Rise of the Panther)
- 2007: L'invincibile Iron Man (The Invincible Iron Man)
- 2007: Dottor Strange - Il mago supremo (Doctor Strange: The Sorcerer Supreme)
- 2008: Next Avengers - Gli eroi di domani (Next Avengers: Heroes of Tomorrow)
- 2009: Hulk Vs. (Hulk Versus)
- 2010: Planet Hulk
- 2011: Thor: Tales of Asgard